# العلاقات البلغارية السعودية
العلاقات البلغارية السعودية هي العلاقات الثنائية بين المملكة العربية السعودية وجمهورية بلغاريا. بدأت العلاقات بين البلدين في عام 1995م حينما وقعت اتفاقية إقامة العلاقات الدبلوماسية وجرى تبادل الزيارات بين المسؤولين في الدولتين لبحث سبل التعاون بينهم.
وفي عام 2007 م وقع الجانبان الاتفاقية العامة للتعاون في الرياض والتي تعد إطارا قانونيا لتعزيز العلاقات في كافة الأصعدة، على إثر زيارة نائب رئيس الوزراء وزير الخارجية البلغاري السابق ايفايلو كالفين للمملكة. ثم في عام 2009م رفعت بلغاريا مستوى تمثيلها الدبلوماسي في المملكة إلى درجة سفير وتم تعيين راديون بوبوف أول سفير لها في العاصمة الرياض، وكان القرار تفعيلاً للاتفاقية العامة التي سبق توقيعها.
وكان للمملكة العربية السعودية سفير غير مقيم لدى صوفيا حيث أن التعاملات بين الطرفين كانت تغطيها السفارة السعودية في اليونان إلى أن قررت المملكة في 2015م افتتاح سفارتها المملكة العربية السعودية في صوفيا. في حين أن الجانب البلغاري كان يعتمد في إنهاء الأعمال القنصلية ومنح التأشيرات للمواطنين من السعودية على تولي السفارة البلغارية في الكويت، ثم في 2019م قررت حكومة جمهورية بلغاريا افتتاح السفارة البلغارية في الرياض ومباشرة السفير ديمتار اباجييف لمهام عمله في مارس 2019 م.

## الزيارات المتبادلة
2018م: زار وزير الخارجية السابق عادل الجبير جمهورية بلغاريا. كما زارها وزير البيئة والمياه والزراعة المهندس عبدالرحمن الفضلي في ذات العام.
2017م: قام دولة رئيس الوزراء بويكو بوريسوف بزيارة للمملكة وكان برفقته عدد من الوزراء و المسؤولين، وأيضاً في نفس العام زار وفد من دارة الملك عبد العزيز برئاسة الدكتور فهد السماري للمكتبة الوطنية ببلغاريا.
2016م: شهد هذا العام عدة زيارات منها زيارة مديرة المكتبة الوطنية البلغارية الدكتورة كراسيميرا أليكسندروفا لدارة الملك عبد العزيز بالرياض وجرى توقيع مذكرة تعاون مع الدارة. كما قام الأمير سلطان بن سلمان بن عبد العزيز رئيس الهيئة العامة للسياحة والتراث الوطني آنذاك بزيارة لصوفيا وقع خلالها مذكرة تعاون في المجال السياحي بين الدولتين.
2013م: شارك نائب وزير الاقتصاد والطاقة البلغاري الأسبق كراسين ديميتروف في منتدى الطاقة الدولي بالرياض.

2012م: زار وزير الزراعة والغذاء البلغاري الأسبق السيد ميروسلاف نايدينوف وعدد من رجال الأعمال السعودية. في حين أنه في 2011م كان هناك زيارة لبلغاريا من قِبل وزير الزراعة الأسبق الدكتور فهد بن عبد الرحمن بالغنيم. بالإضافة إلى أنه في ذات العام قام وزير الطاقة والاقتصاد البلغاري ترايتشو ترايكوف بالمشاركة في منتدى الطاقة الدولي بالرياض. وكانت الزيارة الأبرز لنائب رئيس الوزراء وزير الخارجية الأسبق السيد الفايلو كالفن للمملكة عام 2007م الذي وقع فيها الاتفاقية العامة بين حكومتي البلدين، ومذكرة تفاهم للمشاورات السياسية بين وزارتي خارجية المملكة وبلغاريا.

## العلاقات الاقتصادية
تقوم الحكومة البلغارية والقطاع الخاص بتشجيع المستثمرين ورجال الأعمال السعوديين على الاستثمار في قطاعات الطاقة والزراعة والاتصالات والسياحة، حيث وصل قيمة الاستثمار الأجنبي لدى كلا من المملكة وبلغاريا في عام 2016 حوالي 42,970 مليون دولار رصيد استثمار أجنبي مباشر إلى الداخل لجمهورية بلغاريا و 2,583 رصيد إلى الخارج، بينما وصل رصيد الاستثمار الأجنبي المباشر إلى الداخل للمملكة العربية السعودية حوالي 502,231 مليون دولار، و إلى الخارج نحو 80,424 مليون دولار.
منذ أن صنفت وكالات الائتمان العالمية الاقتصاد البلغاري بأنه سيكون مستقر مستقبلاً، قد سعى الجانبان إلى تعزيز حجم التبادل التجاري بينهما فقد ارتفعت الصادرات السعودية لبلغاريا حيث وصلت أعلى قيمة لها عام2016م بحوالي 304 مليون ريال سعودي، أما الواردات السعودية من بلغاريا فقد وصلت في ذات العام إلى حوالي 515 مليون ريال سعودي، بينما سجل الميزان التجاري عجزاً بقيمة 211 مليون ريال سعودي.